# 1107. komunikacijska brigada (ZDA)
1107. komunikacijska brigada je bila komunikacijska brigada Kopenske vojske Združenih držav Amerike.